# Trường Văn
Trường Văn là một xã thuộc tỉnh Thanh Hóa, Việt Nam.
Được thành lập ngày 16 tháng 6 năm 2025 theo Nghị quyết số 1686/NQ-UBTVQH15 của Ủy ban Thường vụ Quốc hội trên cơ sở toàn bộ diện tích tự nhiên và quy mô dân số của các xã Trường Minh, Trường Trung, Trường Sơn, Trường Giang thuộc huyện Nông Cống, xã Trường Văn chính thức hoạt động từ ngày 1 tháng 7 cùng năm.
Xã Trường Văn có diện tích tự nhiên 28,32 km², quy mô dân số năm 2024 là 22.169 người, mật độ dân số đạt 783 người/km².